# Лиляна Михайлова
Лиляна Георгиева Михайлова е българска писателка и сценаристка.

## Биография
Родена е на 11 май 1939 г. в Пловдив. Завършва българска филология в Софийския университет. Женена за писателя Младен Денев. Работила е като учител, журналист, редактор, сценарист. След приключване на работата си в гр. Перник, семейството е дарило апартамента си в града на общината, с условието в него да живеят ученици отличници, които нямат родители.
Една от първите авторки на списание „Родна реч”.
Умира на 18 април 2010 г. Погребана е в Централните софийски гробища.

## Награди
За книгата си „От разликата в часовите пояси“ е удостоена с Националната награда за публицистика и белетристика на името на Николай Хайтов за 2008 г.

## За творчеството ѝ
| „ | „Грехът на Малтица“ е най-добрият ни роман за Освобождението, който съм чел. Вътре няма безчинстващи орди, няма дипломатически совалки, няма казашки разезди, няма дори кървища, освен една отрязана глава накрая. И тъкмо по това личи голямото майсторство на писателката. | “ |

## Творчество
Пише повече от 20 книги, сред които:
- „Часовете нямат имена“ (стихове, 1963 г.),
- „Жени“ (сборник с разкази, 1966 г.),
- „Къща при завоя“ (сборник с разкази, 1969 г.; едноименният разказ е включен в „Априлски дъждове: Разкази за българското село“, изд. 1980 г.),
- „Корабът“ (повест, 1972 г.),
- „Отвори, аз съм“ (повест, 1972 г.; в основата на сценария на филма „Най-добрият човек, когото познавам!“ от 1973 г.),
- „Нещо радостно за неделя“ (разкази, 1973 г.),
- „Грижи“ (разкази, 1975 г.),
- „Отложеният старт“ (повест за юноши, 1975 г.),
- „Чужденката“ (повест, 1975 г.),
- „Един тъжен мъж“ (роман, 1977 г.; в основата на сценария на телевизионната сага „Дом за нашите деца“ от 1987-1990 г.),
- „Късни дъждове“ (сборник с разкази и новела, 1978 г.),
- „Откога те чакам“ (сценарий, 1984 г.),
- „Глад за хляб“ (сценарий и новела, 1985 г.),
- „Грехът на Малтица“ (роман, 1980 г., 1983 г.; в основата на сценария на едноименния филм от 1984 г.),
- „Писма до поискване“ (сборник с разкази и новели, 1984 г.),
- „Неизчезващите“ (роман, 1984 г.; в основата на сценария на едноименния филм от 1986 г.),
- „Допълнително показание“ (сборник разкази и новели, 1987 г.),
- „Две жени“ (повести – „Отвори, аз съм...“ и „Корабът“, изд. 1989 г.),
- „Самоубийство по лични причини“ (повест, изд. 1996 г.),
- „От разликата в часовите пояси“ (сборник с разкази, 2008 г.),
- „Островът“ (избрани разкази, изд. 2014 г.)[4].

Произведения на Лиляна Михайлова са преведени и издадени в Полша, Чехия, Русия, Румъния, Португалия, Латвия, Холандия, Дания, Финландия, Германия, Франция.
По сценарии на Лиляна Михайлова са създадени редица български кино и телевизионни филми, сред които:
- „Най-добрият човек, когото познавам!“ – кинофилм (драма) от 1973 г.;
- „Дъжд“ – телевизионен филм, новела (драма) от 1975 г.;
- „Пробен срок“ (тв, 1977)
- „Много мили хора“ (тв, 1979)
- „Солистът“ – кинофилм (комедия) от 1980 г.;
- „Балада за звънците“ – телевизионен филм, новела (драма) от 1982 г.;
- „Откога те чакам“ – кинофилм (драма) от 1984 г.;
- „Грехът на Малтица“ – кинофилм (драма, исторически) от 1985 г.;
- „Дом за нашите деца“ - телевизионна 20-серийна поредица (семейна сага, драма) от 1987-1990 г., включващ четири поредни сериала: „Дом за нашите деца“ (1987), „Време за път“ (1987), „Неизчезващите“ (1988) и „Бащи и синове“ (1990);
- „Търг“ (телевизионен игрален филм (комедия), БНТ, 1992)[5] (заедно с Младен Денев)
- „Йосиф и Мария“ - телевизионен игрален филм (драма), 1995 г.[6]

## Награди
За книгата си „От разликата в часовите пояси“ Михайлова е удостоена с Националната награда за публицистика и белетристика на името на Николай Хайтов за 2008 година.